# Библиотека Мариу ди Андради
Библиотека Мариу ди Андради (порт. Biblioteca Mário de Andrade) — крупнейшая публичная библиотека Сан-Паулу, Бразилия. Является одним из важнейших научных и культурных центров страны. Библиотека носит имя Мариу ди Андради — поэта, писателя и основателя бразильского модерниста. Основана в 1925 году.
Библиотека расположена в историческим центре Сан-Паулу в здании стиля ар-деко. Имеется есть несколько филиалов в других районах города.
Политика библиотеки заключается в приобретении произведений современного искусства местных и зарубежных художников, писателей и поэтов. С 1958 года она входит в систему библиотечных депозитариев ООН. В коллекциях учреждения находится около 3,2 млн единиц хранения, включая свыше 60 тыс. старинных книг, инкунабул, карт, гравюр, созданных в период между XV и XIX веками.

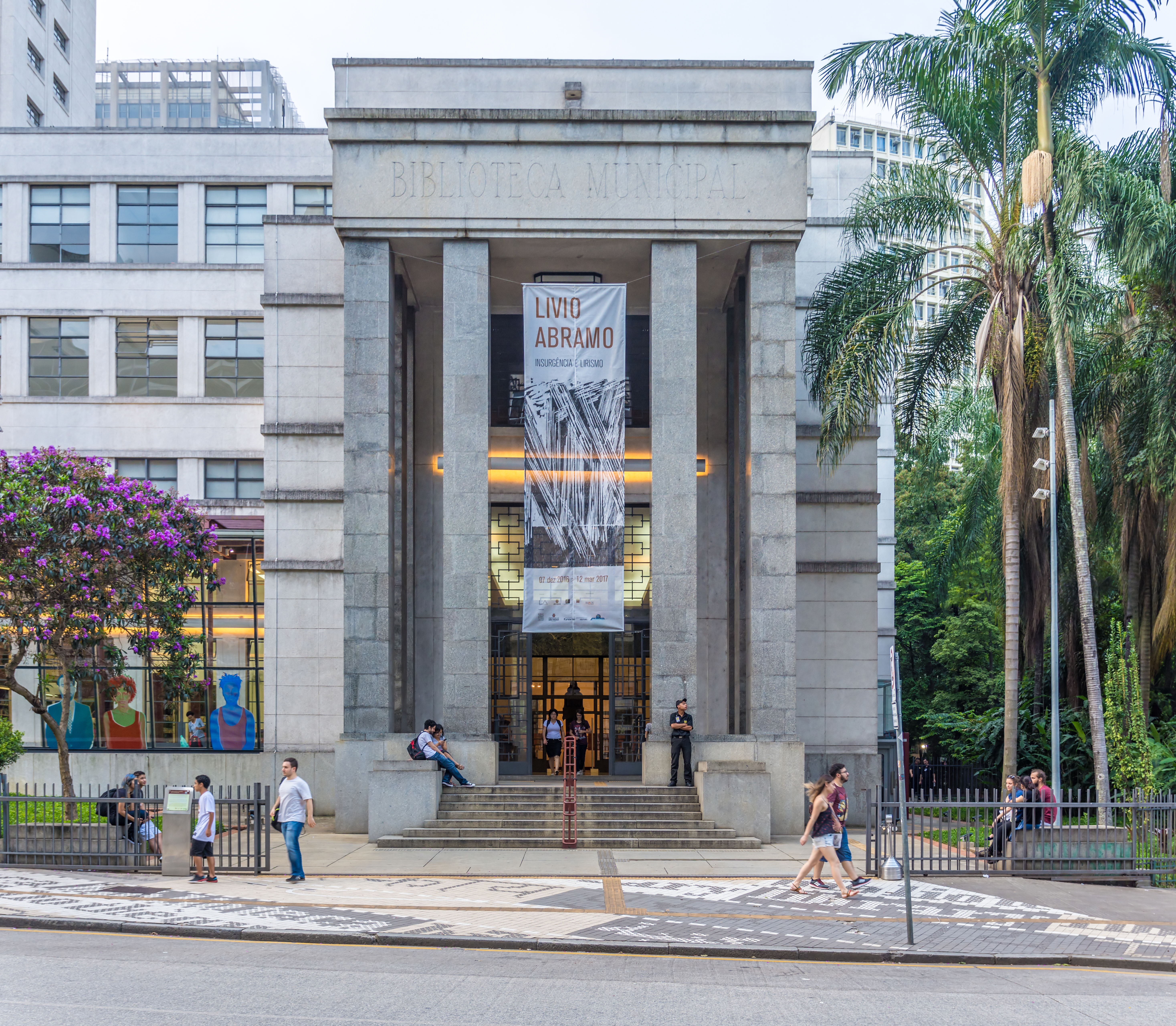
Библиотека Мариу ди Андради